# Carlos Benavidez
Carlos Nahuel Benavidez Protesoni (Montevideo, 30 maart 1998) is een Uruguayaans voetballer die bij voorkeur als defensieve middenvelder speelt. Hij tekende in 2016 bij Defensor Sporting.

## Clubcarrière
Benavidez stroomde door uit de jeugd van Defensor Sporting naar het eerste elftal. Op 11 april 2016 debuteerde hij in de Uruguayaanse Primera División tegen CD Nacional. In zijn eerste seizoen speelde de middenvelder in totaal vijf competitieduels. Het seizoen erop speelde hij tien competitiewedstrijden.

## Interlandcarrière
Benavidez maakte vier treffers in twintig interlands voor Uruguay –20.